# 青春の影vs心の旅 〜2006 Anniversary Mix〜
「青春の影vs心の旅 〜2006 Anniversary Mix〜」（せいしゅんのかげバーサスこころのたび2006アニヴァーサリーミックス）は、2006年10月25日に発売されたチューリップの通算42枚目のシングル。

## 背景
前作「hope」から1年ぶりのシングル。
「青春の影 (2006 Anniversary Mix)」「心の旅 (2006 Anniversary Mix)」共に、キリンラガー「旅立ち」編のCMソングに使用された。

## 制作
「青春の影 (2006 Anniversary Mix)」「心の旅 (2006 Anniversary Mix)」共に、1997年に発売されたセルフカバー・アルバム『We Believe in Magic Vol.2』に収録されている音源を新たにリミックス・ヴァージョンとして制作され、デビュー35周年企画のベスト・アルバム『Tulip おいしい曲すべて 1972-2006 Young Days〜』と『Tulip おいしい曲すべて 1972-2006 〜Mature Days』にボーナス・トラックとして収録された。

## 収録曲
| 全作詞・作曲: 財津和夫、全編曲: TULIP、リミックス: 茨木直樹。 |                                     |          |            |      |
| #                                                             | タイトル                            | 作詞     | 作曲・編曲 | 時間 |
| 1.                                                            | 「青春の影 (2006 Anniversary Mix)」 | 財津和夫 | 財津和夫   | 3:56 |
| 2.                                                            | 「心の旅 (2006 Anniversary Mix)」   | 財津和夫 | 財津和夫   | 3:41 |
| 合計時間:                                                     | 合計時間:                           | 7:37     |            |      |